# 佳能 EOS 80D
佳能 EOS 80D，是佳能公司于2016年3月发售的一款APS-C画幅定位中端的數码單反相機。

## 主要特色
- 拥有最高7幅/秒的连拍速度
- 45點全十字對焦系统
- 使用雙像素CMOS自動對焦（Dual Pixel CMOS AF），佳能数码单反 EOS 77D、EOS 800D以及佳能微单EOS M5、EOS M6等相机均使用这种对焦技术。
- 有效像素達到2,420萬像素
- DIGIC 6 影像处理器
- 支援藍芽以及Wi-fi[2][3][4]